# Altes Zollhaus (Kaiserswerth)

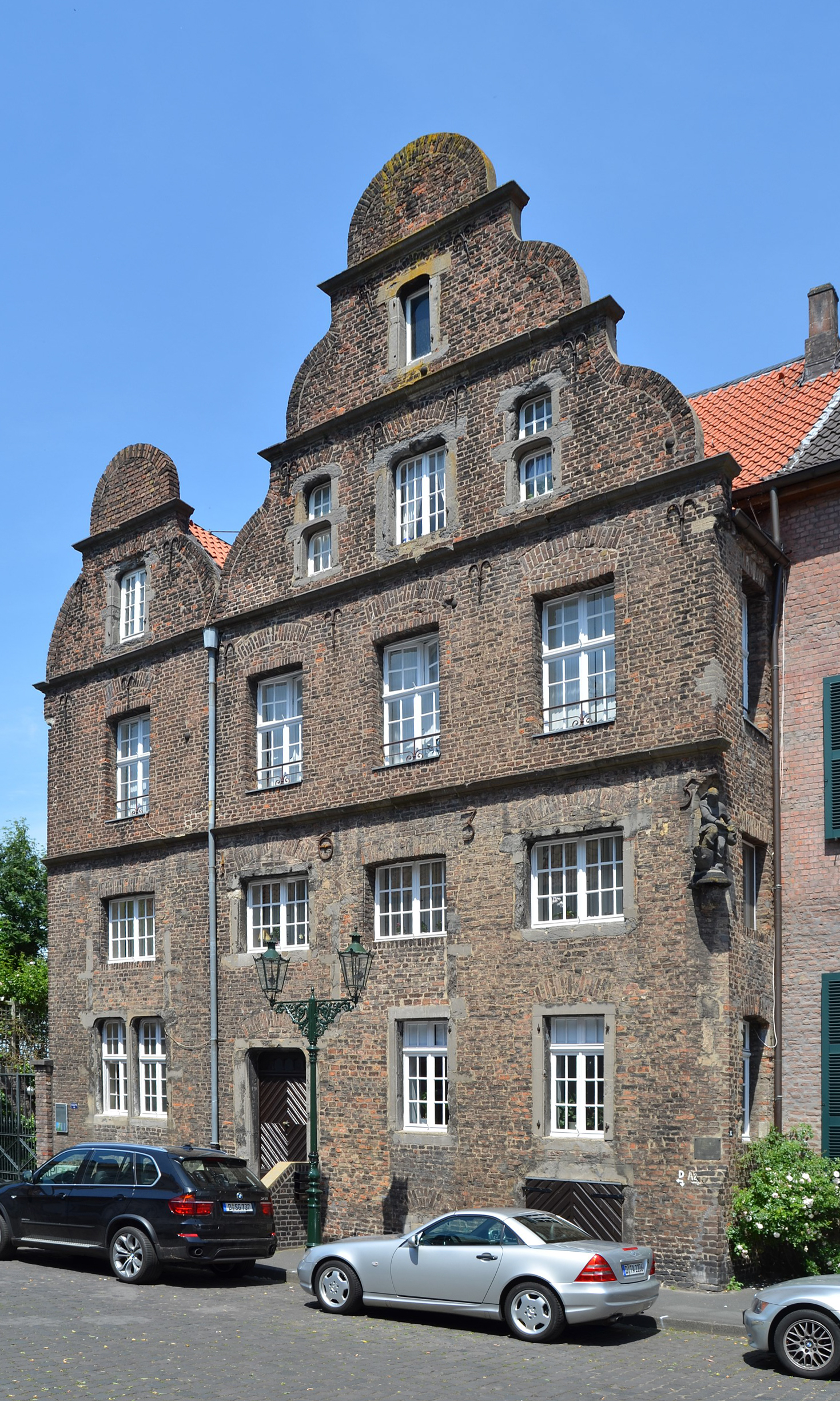
Altes Zollhaus in Kaiserswerth

Das Alte Zollhaus in Kaiserswerth, einem Stadtteil von Düsseldorf, wurde 1635 errichtet. Das Gebäude mit der Adresse Markt 4 ist ein geschütztes Baudenkmal.
Das Zollhaus liegt unmittelbar an der alten Fährstelle neben dem ehemaligen Rheintor. Das Erdgeschoss und die Rückseite des stattlichen Hauses wurden stark verändert. Zwei unterschiedlich große Schweifgiebel gliedern die Straßenfront. Der Zollwärter kontrollierte aus der Turmstube im rückwärtigen Treppenanbau den Schiffsverkehr auf dem Rhein.